# Musée des soieries Brochier
 (mai 2023).
Si vous disposez d'ouvrages ou d'articles de référence ou si vous connaissez des sites web de qualité traitant du thème abordé ici, merci de compléter l'article en donnant les références utiles à sa vérifiabilité et en les liant à la section « Notes et références ».
Pour les articles homonymes, voir Brochier.
Le musée des soieries Brochier est situé sur les quais du Rhône, au 18 quai Jules-Courmont dans l'Hôtel-Dieu de Lyon en France. 
Il retrace le parcours industriel de la famille de soyeux lyonnais Brochier depuis 1890.

## Création du Musée
En janvier 2022, Cédric Brochier, directeur de Brochier Soieries, envisage de créer un lieu qui permettrait, à travers l'histoire de sa famille, de raconter l'histoire contemporaine de la soierie lyonnaise sous l'angle du fabricant de soierie.

## Parcours muséographique
On découvre l'histoire de la famille Brochier à travers des panneaux, des objets publicitaires de la Maison Brochier Fondé à la fin du XIXe siècle. L'entreprise familiale travaille pour la haute couture et de grands stylistes (Lacroix, Dior, Saint-Laurent, Chanel) jusqu'à évoluer à la fin du XXe siècle pour travailler pour les secteurs de l'aéronautique, la navigation, la santé, etc.[réf. nécessaire]